# فیلمور ایست – ژوئن ۱۹۷۱
«فیلمور ایست – ژوئن ۱۹۷۱» (به انگلیسی: Fillmore East – June 1971) آلبومی از هنرمند اهل ایالات متحده آمریکا فرانک زاپا است که در سال ۱۹۷۱ میلادی منتشر شد.